# Hans Vander Elst
Hans Vander Elst (Leuven, 13 december 1972) is een Belgisch voetbalcoach. Hij was trainer van Oud-Heverlee Leuven.

## Biografie
Vander Elst begon te voetballen als 6-jarige bij de toenmalige Zwarte Duivels Oud-Heverlee. Op zijn 17e maakte hij zijn debuut in 2e provinciale. Hij viel in tijdens de rust, scoorde en brak zijn been. Na dit debuut maakte hij de hele opgang mee van deze club, van 2e provinciale tot 3e klasse. Wanneer in 2002 OHL werd opgericht stopte hij zijn spelerscarrière om zich uitsluitend te focussen op zijn andere taken binnen de club. Hij was immers als 18-jarige begonnen als jeugdcoach. Zo doorliep hij alle leeftijdscategorieën en werd reeds op jonge leeftijd jeugdcoördinator. Uiteindelijk was hij in 2001 assistent-trainer van het 1e elftal, jeugdcoördinator en trainer van de beloften bij de club uit Oud-Heverlee. Na de fusie van Stade Leuven, Daring Leuven en Zwarte Duivels Oud-Heverlee ging hij de uitdaging aan om de gehele jeugdopleiding uit de grond te stampen en richting te geven. Dit ging over meer dan 600 spelers, 70 trainers en honderden vrijwilligers. Deze functie oefende hij uit tot 2018. Van een regionale jeugdopleiding evolueerde de opleiding van OHL tot een Elite Top 8 opleiding wat ongezien was voor een club met deze achtergrond. Hans behaalde in 2005 ook het TVJO Pro diploma.
Als trainer werd Hans Vander Elst op zijn 29e assistent van Jean-Pierre Vande Velde en studeerde met grote onderscheiding af als Uefa-A coach. Naast talrijke cursussen in binnen- en buitenland vervolmaakte hij zich in 2012 tot Pro License coach. Hij was achtereenvolgens assistent van Guido Brepoels, Ronny Van Geneugden, Herman Vermeulen, Ivan Leko, Jacky Mathijssen, Emilio Ferrera, Dennis van Wijk en Nigel Pearson. Hij nam meerdere keren over als hoofdcoach en bouwde mee aan de gouden jaren van OHL. Promotie naar 2e klasse in 2005, naar 1e klasse in 2013 en nogmaals in 2015. In 2007 en 2008 was hij actief als Technisch Directeur met Rudi Cossey en Marc Wuyts als trainer van de club om zich erna terug op het veld te begeven. In 2017 werd OHL overgenomen door de King Power groep wat er uiteindelijk toe leidde dat de wegen van Vander Elst en OHL in oktober 2018 scheidden.
Begin 2019 startte hij bij het Belgische voetbalconsultingsbedrijf Double Pass en dit eerst als International Senior Football Consultant en vervolgens sinds mei 2019 als Head of Football. Vander Elst is nu verantwoordelijk voor het voetbalmodel van Double Pass en voor diverse projecten in Brazilië, Spanje, Denemarken, Azië, ...
In juni 2021 nam hij Double Pass over samen met zijn collega Koen Put en is sindsdien actief als Senior Partner & Director of Football.